# Quarters A (Brooklyn Navy Yard)
Le Quarters A, également connu sous le nom de maison de Commandant's House, est une maison historique située sur Evans Street dans le quartier Vinegar Hill de Brooklyn, à New York. Construit à partir de 1805, avec un certain nombre de modifications ultérieures, il reste un exemple éminent de l'architecture fédérale à New York. Il est désigné National Historic Landmark en 1974 pour son association avec Matthew Perry, commandant du Brooklyn Navy Yard, chantier naval adjacent, de 1841 à 1843, et dont l'ouverture du Japon à l'Ouest en 1854 a révolutionné le commerce et les affaires internationales,. Le bâtiment est aujourd'hui propriété privée.

## Description et historique
L'ancienne Commandant's House est située sur une falaise surplombant le côté ouest du Brooklyn Navy Yard, à quelques pâtés de maisons au sud de l'East River. On y accède par un portail situé à la jonction des rues Little et Evans. La maison, de trois étages et demi, est construite à partir d'une ossature en bois et recouverte de planches à clins en bois. Le bâtiment a subi de nombreuses modifications, mais l'intérieur, son bloc principal d'origine, conserve des détails architecturaux de l'époque fédérale, notamment des fenêtres latérales d'entrée en plomb, des lambris en bois sculpté et des planchers en bois, bien que ces derniers aient été recouverts par d'autres revêtements de sol. L'îlot d'origine a été construit en 1805-1806, apparemment d'après un projet de Charles Bulfinch et John McComb, Jr. Des ajouts ont considérablement augmenté la taille de la maison en 1860, 1904 et 1936.
Elle a été construite pour abriter les quartiers du commandant du Brooklyn Navy Yard. Le Commodore Matthew C. Perry (1794-1858) y vécut notamment entre 1841 et 1843. Perry a été affecté au chantier naval de 1833 à 1843, où il a exercé diverses fonctions. On lui doit notamment l'amélioration de la navigation à vapeur de la marine, l'éducation des hommes de troupe et des officiers, ainsi que l'amélioration du service des phares de la nation. L'expédition de 1854 au Japon est l'œuvre la plus marquante de Perry, car elle a contraint ce pays jusque-là cloîtré à ouvrir plus largement ses frontières, inaugurant ainsi une série de changements économiques et géopolitiques.
La maison a été déclarée National Historic Landmark en 1974, alors qu'elle faisait encore partie du chantier naval en activité,. Les propriétaires actuels de la Commandant's House sont Charles Gilbert et Jennifer Jones, qui l'ont achetée en 1997.